# 第52回ベルリン国際映画祭
第52回ベルリン国際映画祭は、2002年2月6日から2月17日まで開催された。

## 概要
コンペティション部門に出品された宮崎駿監督の『千と千尋の神隠し』、1972年に北アイルランドで実際に起こった「血の日曜日事件」を基にしたドラマ『ブラディ・サンデー』の2作品が金熊賞を受賞した。『千と千尋の神隠し』はアニメ映画としては初めての金熊賞受賞作となった。

## 受賞
- 金熊賞：『ブラディ・サンデー』(ポール・グリーングラス)、『千と千尋の神隠し』 (宮崎駿)
- 銀熊賞
  - 審査員グランプリ：『階段の途中で』 (アンドレアス・ドレーゼン）
  - 監督賞：オタール・イオセリアーニ (『月曜日に乾杯!』)
  - 男優賞：ジャック・ガンブラン (『レセ・パセ 自由への通行許可証』)
  - 女優賞：ハル・ベリー (『チョコレート』)
  - 音楽賞：アントワーヌ・デュアメル (『レセ・パセ 自由への通行許可証』)
  - 芸術貢献賞：ダニエル・ダリュー、カトリーヌ・ドヌーヴ、エマニュエル・ベアール、ファニー・アルダン、イザベル・ユペール、ヴィルジニー・ルドワイヤン、リュディヴィーヌ・サニエ、フィルミーヌ・リシャール (『8人の女たち』)

## 上映作品

### コンペティション部門
長編映画のみ記載。アルファベット順。邦題がついていない場合は原題の下に英題。
| 題名 原題                                         | 監督                       | 製作国                            |
| ------------------------------------------------- | -------------------------- | --------------------------------- |
| 8人の女たち 8 femmes                              | フランソワ・オゾン         | フランス イタリア                 |
| ホロコースト -アドルフ・ヒトラーの洗礼- Amen.     | コスタ＝ガヴラス           | フランス ドイツ ルーマニア        |
| Baader                                            | クリストファー・ロス       | ドイツ イギリス                   |
| 雲の下を Beneath Clouds                           | イヴァン・セン             | オーストラリア                    |
| Bridget ブリジット Bridget                        | アモス・コレック           | フランス 日本 アメリカ合衆国      |
| 風の痛み Brucio nel vento                         | シルヴィオ・ソルディーニ   | イタリア スイス                   |
| Δεκαπενταύγουστος (One Day in August)             | コンスタンチン・ジャナリス | ギリシャ                          |
| Der Felsen (A Map of the Heart)                   | ドミニク・グラフ           | ドイツ                            |
| 階段の途中で Halbe Treppe                         | アンドレアス・ドレーゼン   | ドイツ                            |
| ヘヴン Heaven                                     | トム・ティクヴァ           | ドイツ イタリア アメリカ合衆国 他 |
| アイリス Iris                                     | リチャード・エアー         | イギリス アメリカ合衆国           |
| KT                                                | 阪本順治                   | 日本 韓国                         |
| Kísértések (Temptations)                          | ゾルタン・カモンディ       | ハンガリー                        |
| レセ・パセ 自由への通行許可証 Laissez-passer      | ベルトラン・タヴェルニエ   | フランス スペイン ドイツ          |
| 月曜日に乾杯! Lundi matin                         | オタール・イオセリアーニ   | フランス イタリア                 |
| チョコレート Monster's Ball                       | マーク・フォースター       | アメリカ合衆国 カナダ             |
| 悪い男 나쁜 남자                                  | キム・ギドク               | 韓国                              |
| 靴に恋して Piedras                                | ラモン・サラサール         | スペイン                          |
| 千と千尋の神隠し                                  | 宮崎駿                     | 日本                              |
| Små ulykker (Minor Mishaps)                       | アネット・K・オレセン      | デンマーク                        |
| ザ・ロイヤル・テネンバウムズ The Royal Tenenbaums | ウェス・アンダーソン       | アメリカ合衆国                    |
| シッピング・ニュース The Shipping News            | ラッセ・ハルストレム       | アメリカ合衆国                    |
| ブラディ・サンデー Bloody Sunday                  | ポール・グリーングラス     | イギリス アイルランド             |

### コンペティション外
- 『ゴスフォード・パーク』 – ロバート・アルトマン (イギリス・アメリカ)
- 『至福のとき』 – チャン・イーモウ (中国)
- 『ビューティフル・マインド』 – ロン・ハワード (アメリカ)
- 『Molitva za Getmana Mazepu』 – ユーリー・イレンコ (ウクライナ)
- 『Ode To Cologne - A Rock'n Roll Film By Wim Wenders』 – ウェス・アンダーソン (アメリカ)
- 『Taking Sides』 – イシュトヴァン・サボー (ドイツ・フランス)

## 日本映画
コンペティション部門には『千と千尋の神隠し』の他、阪本順治監督の『KT』が出品された。
その他にはパノラマ部門に行定勲の『GO』、中田秀夫の『仄暗い水の底から』、斎藤久志の『いたいふたり』、フォーラム部門で池谷薫の『延安の娘』、青山真治の『私立探偵濱マイク 名前のない森』(私立探偵 濱マイクテレビシリーズ第6話の映画版)、風間志織の『火星のカノン』、なかむらたかしのアニメ『パルムの樹』、佐藤信介の『修羅雪姫』がそれぞれ上映された。

## 審査員
- ミーラー・ナーイル (インド/監督)
- ニコレッタ・ブラスキ (イタリア/女優)
- ラウル・ペック (ハイチ/監督)
- オスカー・レーラー (ドイツ/監督)
- レナータ・リトヴィオナ  (ロシア/女優・監督)
- ルクレシア・マルテル (アルゼンチン/監督)
- クローディー・オサール (フランス/プロデューサー)
- デクラン・クイン (アメリカ/撮影監督)
- ケネス・トゥーラン (アメリカ/評論家)
- ピーター・コウィー (イギリス/編集者)